# Deinodrilus parvus
Deinodrilus parvus är en ringmaskart som beskrevs av Lee 1959. Deinodrilus parvus ingår i släktet Deinodrilus och familjen Acanthodrilidae. Inga underarter finns listade i Catalogue of Life.